# سرير المستشفى

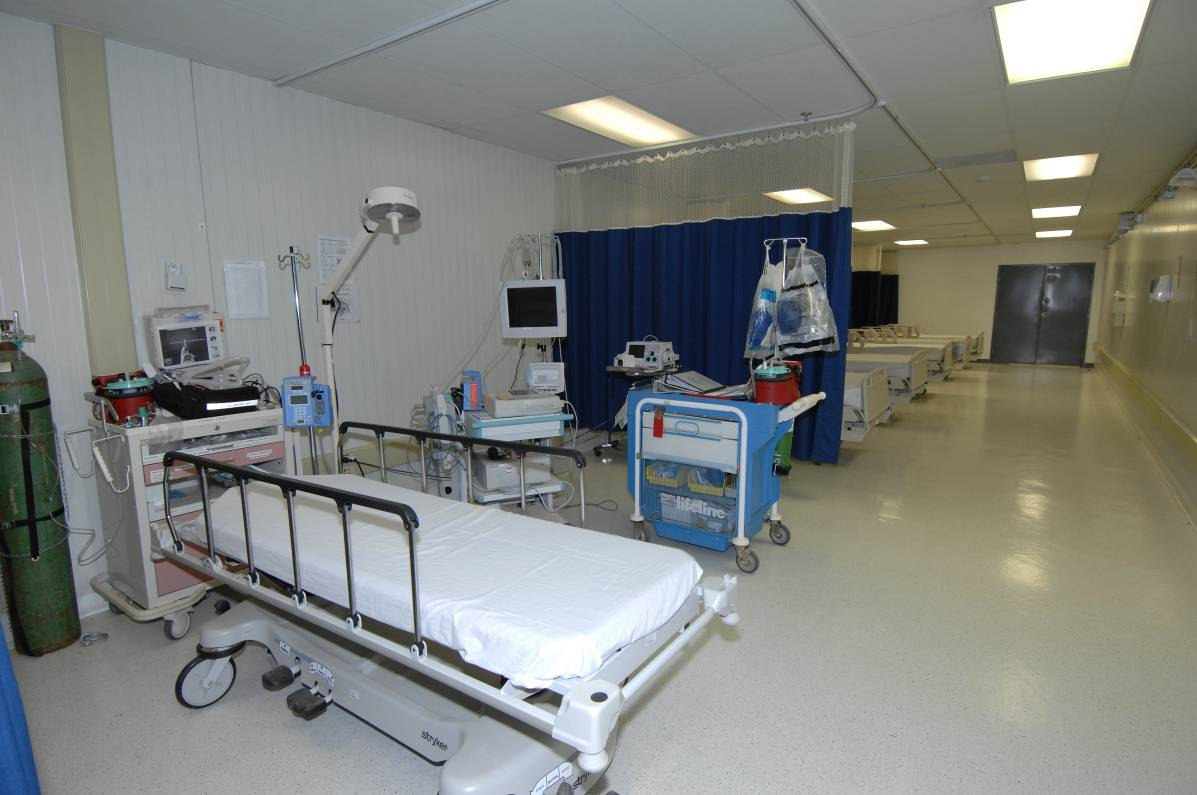
سرير المستشفى الحديث

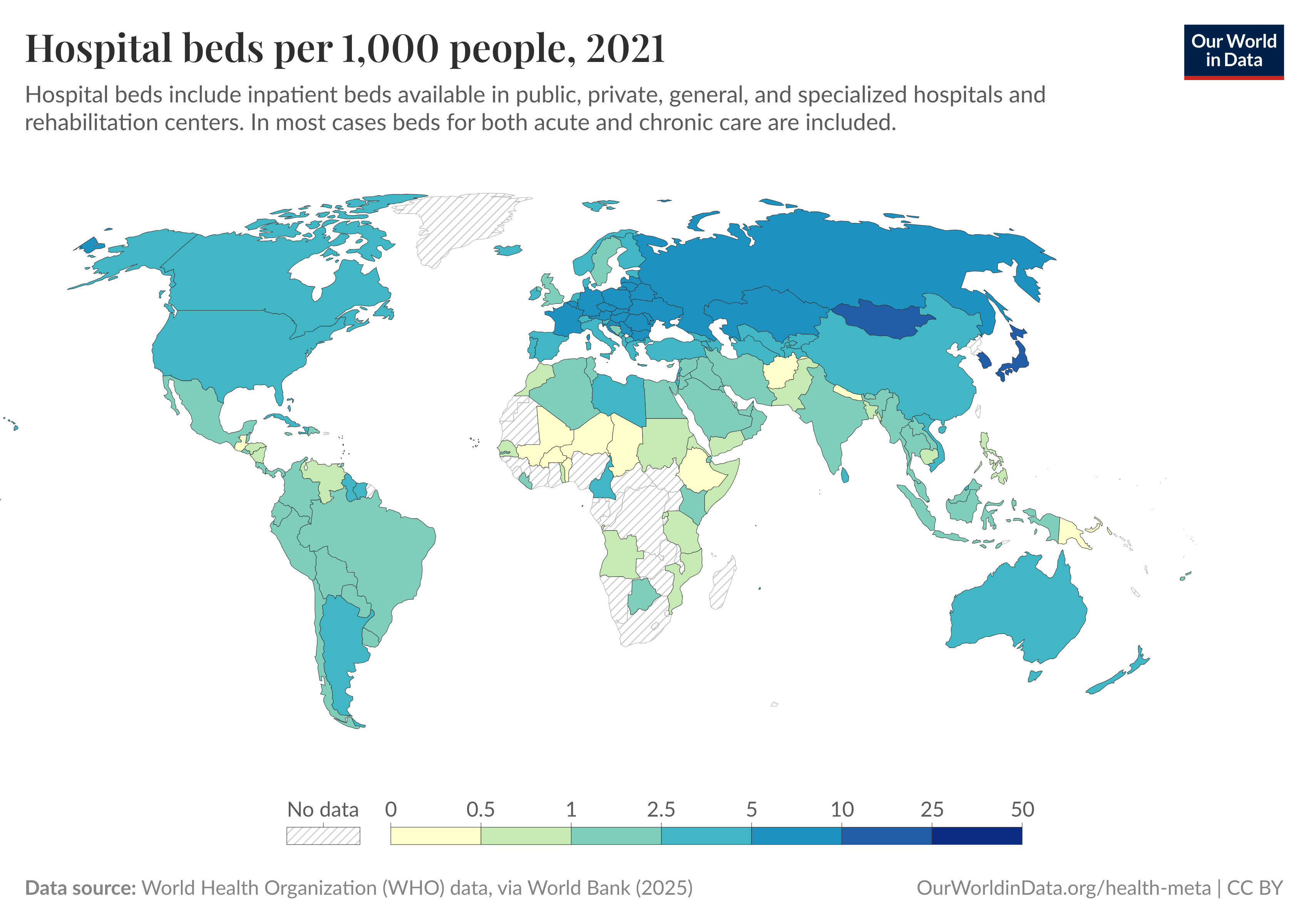
أسرة المستشفيات لكل 1000 شخص 2013.

سرير المستشفى هو سرير مصمم خصيصًا للمرضى المقيمين في المستشفيات أو غيرهم ممن يحتاجون إلى شكل من أشكال الرعاية الصحية. تتميز هذه الأسرّة بميزات خاصة لراحة المريض ورفاهه ولراحة العاملين في مجال الرعاية الصحية. وتشمل الميزات الشائعة الارتفاع القابل للتعديل للسرير بأكمله بما في ذالك الرأس والقدمين والقضبان الجانبية القابلة للتعديل، والأزرار الإلكترونية لتشغيل كل من السرير والأجهزة الإلكترونية الأخرى القريبة.
لا تستخدم أسرّة المستشفيات وغيرها من أنواع الأسرة المماثلة مثل أسرة رعاية المرضى في المستشفيات فحسب، بل في ومرافق الرعاية الصحية الأخرى، مثل دور رعاية المسنين(دار التمريض) ومساكن رعاية دائمة، والعيادات الخارجية، وفي الرعاية الصحية المنزلية (العناية المنزلية).
أن مصطلح «سرير المستشفى» يمكن أن يشير إلى السرير الفعلي، ويستخدم مصطلح «سرير» أيضًا لوصف مقدار المساحة في مرفق الرعاية الصحية، حيث يتم قياس السعة الاستيعابية للقسم الصحي في المستشفيات بعدد الاسره.

## التاريخ
ظهرت الأسرّة ذات القضبان الجانبية القابلة للتعديل لأول مرة في بريطانيا بين عامي 1815 و1825.
في عام 1874 سجلت شركة  أندرو ووست وابنه، سينسيناتي، أوهايو، براءة اختراع لنوع من إطار الفراش مع رأس ذو حدين يمكن رفعه، 
, تم اختراع سرير المستشفى الحديث ذو 3 أجزاء القابل للتعديل من قبل ويليس ديو غاتش، رئيس قسم الجراحة في كلية الطب بجامعة إنديانا مدرسة الطب، في أوائل القرن العشرين. وأحيانًا يشار إلى هذا النوع من الاسرة باسم سرير جاتش.
تم اختراع سرير المستشفى الحديث القابل لضغط في عام 1945، وشمل في الأصل مرحاضًا مدمجًا وذالك لتخلص من وعاء الفضلات المتنقل للمريض.

## الميزات الحديثة

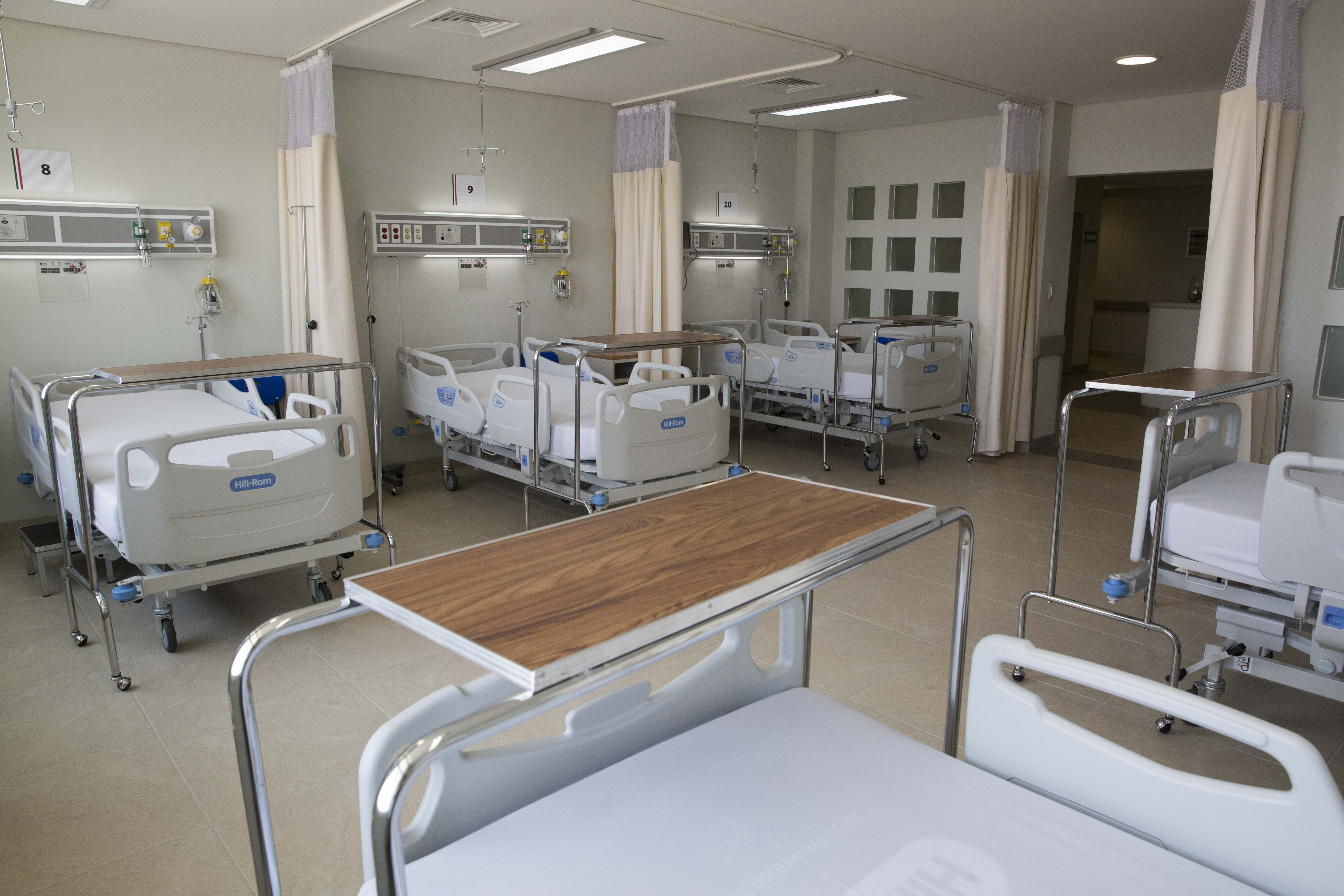
أسرة المستشفى في مستشفى الإقليمية دي أبازينكان في أبازينكان، ميتشواكان، المكسيك

### عجلات
تتيح العجلات سهولة حركة السرير، إما داخل أجزاء من المنشأة التي تقع فيها، أو داخل الغرفة. في بعض الأحيان قد تكون حركة السرير بضع بوصات إلى بضعة أقدام ضرورية في رعاية المرضى.
العجلات قابلة للقفل. من أجل السلامة، يمكن قفل العجلات عند نقل المريض داخل أو خارج السرير.

### الارتفاع
يمكن رفع الأسرّة وخفضها من جهة الرأس والقدمين وكامل ارتفاعها. بينما على أقدم الاسرة يتم ذلك عن طريق السواعد والتي عادة ما توجد
```
عند ارجل السرير، وهذه الميزة الإلكترونية في الاسرة الحديثة.
```

اليوم، في حين أن السرير الكهربائي بالكامل يحتوي على العديد من الميزات الإلكترونية، فإن السرير شبه الكهربائي يحتوي على محركين، أحدهما لرفع الرأس، والآخر لرفع القدم.
رفع الرأس (المعروف باسم وضعية فاولر) يمكن أن توفر بعض الفوائد للمريض أو الموظفين أو كليهما. يتم استخدام وضعية فاولر
```
لجلوس المريض للتغذية أو بعض الأنشطة الأخرى، أو لدى بعض المرضى لتيسير التنفس، أو قد تكون مفيدة للمريض لأسباب أخرى.
[
8
]
```

رفع القدمين يمكن أن تساعد في تخفيف حركة المريض نحو اللوح الأمامي، وربما تكون ضرورية أيضا لظروف معينة.
يمكن أن يساعد رفع وخفض ارتفاع السرير في رفع السرير إلى مستوى مريح للمريض للدخول والخروج من السرير، أو لمقدمي الرعاية للعمل مع المريض.

### القضبان الجانبية
تحتوي الأسرة على قضبان جانبية يمكن رفعها أو خفضها. هذه القضبان، التي تكون بمثابة حماية للمريض وأحيانا يمكن أن تجعل المريض يشعر أكثر أمنا، ويمكن أن تشمل أيضا الأزرار المستخدمة لتشغيلها من قبل الموظفين والمرضى لنقل السرير، استدعاء الممرضة، أو حتى التحكم بالتلفزيون.
هناك العديد من أنواع القضبان الجانبية لخدمة أغراض مختلفة. في حين أن بعضها ببساطة لمنع سقوط المريض، والبعض الآخر لديه المعدات التي يمكن أن تساعد المريض نفسه دون حصر المريض جسديا في السرير.
القضبان الجانبية، إذا لم يتم بناؤها بشكل صحيح، يمكن أن تكون خطر على المريض. وفي الولايات المتحدة، أُبلغ عن أكثر من 300 حالة وفاة نتيجة لذلك بين عامي 1985 و2004. ونتيجة لذلك، وضعت إدارة الغذاء والدواء (الولايات المتحدة) مبادئ توجيهية بشأن سلامة القضبان الجانبية.
في بعض الحالات، قد يتطلب استخدام القضبان أمرًا من الطبيب (اعتمادًا على القوانين المحلية وسياسات المرفق الذي تستخدم فيه) كقضبان قد تعتبر شكلًا من أشكال التقييد الطبي.

### إمالة
وقد تم تجهيز بعض الأسرّة المتقدمة بأعمدة تساعد على إمالة السرير إلى 15-30 درجة على كل جانب. يمكن أن يساعد هذا الميل في الوقاية من قرحة الضغط للمريض، ويساعد مقدمي الرعاية على القيام بمهامهم اليومية مع أقل عرضة لإصابات الظهر.

### إنذار خروج السرير
العديد من أسرة المستشفى الحديثة لديها ميزة إنذار خروج السرير حيث وسادة الضغط تحتوي على تنبيه مسموع عند وضع وزن ما مثل المريض، ويفعل التنبيه الكامل بمجرد إزالة هذا الوزن. وهذا مفيد لموظفي المستشفى أو مقدمي الرعاية مراقبة أي عدد من المرضى من مسافة بعيدة (مثل محطة ممرضة) كما سوف يفعل التنبيه في حالة المريض (وخاصة كبار السن أو ضعف الذاكرة) عندما يسقط من السرير أو يتجول دون إشراف. يمكن أن يشتغل هذا التنبيه فقط من السرير نفسه أو توصيله بجرس أو كضوء لدى الممرضة أو هاتف المستشفى. كما يمكن لبعض الأسرّة أن تحتوي على إنذار خروج متعدد المناطق للسرير يمكن أن ينبه الموظفين عندما يبدأ المريض في التحرك في السرير وقبل الخروج الفعلي وهو أمر ضروري لبعض الحالات.

### وظيفة الإنعاش القلبي الرئوي
في حالة شاغل السرير التي تتطلب فجأة إنعاش قلبي رئوي بعض أسرة المستشفى تقدم وظيفة الإنعاش القلبي الرئوي في شكل زر أو رافعة والتي عند تنشيطها تتسطيح منصة السرير وتوضع في أدنى ارتفاع ويفرغ الفراش من الهواء لخلق خلق سطح صلب مستوي الازم لإدارة الإنعاش القلبي الرئوي الفعال.

### أسرة متخصصة
كما يتم إنتاج العديد من أسرّة المستشفيات المتخصصة لعلاج الإصابات المختلفة بشكل فعال. وتشمل هذه الأسرّة الدائمة، وأسرة الدوران، والأسرة القديمة. وعادة ما تستخدم هذه لعلاج إصابات الظهر والعمود الفقري، فضلا عن الصدمات الشديدة.

## عيوب

### تكلفة
يمكن أن يكلف سرير المستشفى أكثر من 1000.00 دولار أمريكي في المتوسط مع تكاليف مختلفة مرتبطة بوظائف يدوية تماما،
ترتبط التكاليف الأخرى مع نماذج الثقيلة لعلاج البدانة التي توفر 

### تأثير على صحة المرضى
يمكن أن تجعل أسرة المستشفى تؤلم العمود الفقري للمريض ألأن المريض الذي يجلس كثيرًا، مثلا عند مشاهدة التلفزيون، يميل إلى الانزلاق. بعض الشركات المصنعة للسرير من الفئة A توفر أسرتها مع وظيفة مدمجة تعمل كمضاد للانزلاق. LINET هو توفير Ergoframe في حين أن الآخرين لديهم أسماء مختلفة.

### السلامة
وخلال الثمانينات، كانت سلامة المرضى مصدر قلق لأسرّة المستشفيات.
وفي عام 1982، قُتلت فتاة من ميلووكي تبلغ من العمر ثلاث سنوات أُدخلت المستشفى بسبب الالتهاب الرئوي (ذات الرئة)عندما سحقها سرير ميكانيكي في المستشفى.
في عام 1983، تم خنق صبي يبلغ من العمر 11 عاما إلينوي حتى الموت بسبب سرير المستشفى.